# Uson (Vulkan)

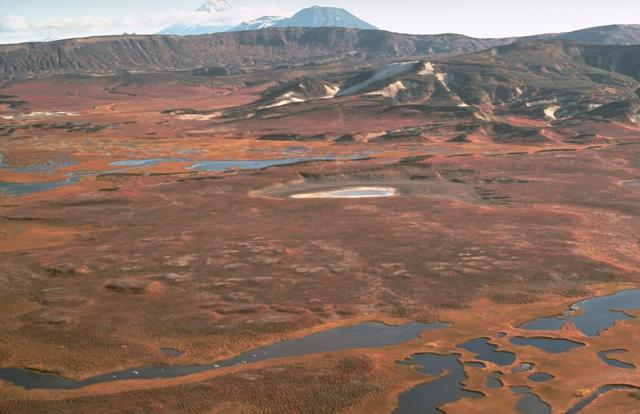
Caldera des Uson

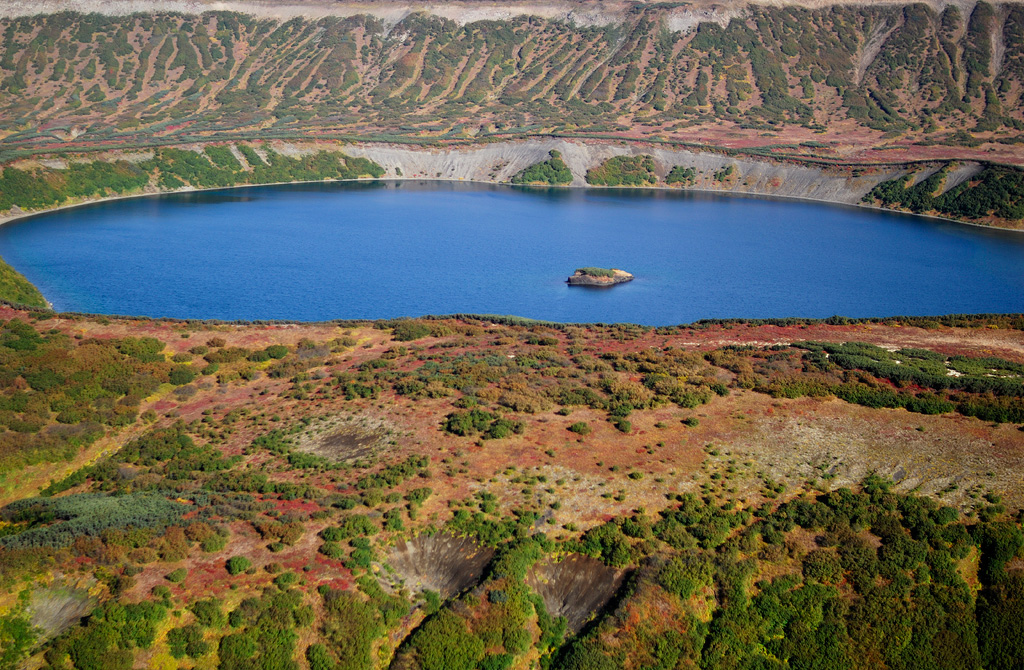
Dalneje-See

Der Uson (russisch Узон) ist ein Vulkan auf Kamtschatka, der vor etwa 40.000 Jahren bei einem Ausbruch vollständig zerstört wurde. 
Heute ist dort nur noch eine Caldera. Sie hat einen Durchmesser zwischen 9 und 12 km. Sie ist wegen ihrer heißen Quellen und Schlammkessel, Flüsse und klaren fischreichen Seen sowie der Tundra und dem Birkenwald ein Ziel für Erlebnisreisende. Die Caldera ist Teil des Kronozki-Naturreservats. In der Caldera befindet sich der nahezu kreisrunde Dalneje-See, ein Maar mit einem Durchmesser von etwa 900 m und einer kleinen zentral gelegenen Insel. 
Nach dem Fundort ist auch ein Mineral, das Uzonit (eine Arsen-Schwefel-Verbindung) benannt. 